# Antonio Napolitano
 (août 2024).
Si vous disposez d'ouvrages ou d'articles de référence ou si vous connaissez des sites web de qualité traitant du thème abordé ici, merci de compléter l'article en donnant les références utiles à sa vérifiabilité et en les liant à la section « Notes et références ».
Pour les articles homonymes, voir Napolitano.
Antonio Napolitano, né en 1928 et mort le 31 mars 2014 à Naples, est un critique et historien italien du cinéma.

## Biographie
De 1947 à 1959, Antonio Napolitano a été membre, puis membre de l'équipe dirigeante du « Circolo napoletano del cinema » et d’autres ciné-clubs.
En 1959, en tant que professeur d’anglais, il s’est rendu en Angleterre pour obtenir un diplôme en linguistique générale.
Depuis 1956, il a contribué par un certain nombre d'essais à la littérature et aux revues cinématographiques, telles que L'Italia letteraria, Il Letterato, L’Altro Cinema, Cinema Sud.
En 1960, il a obtenu le Prix Pasinetti-Cinema Nuovo, à Venise, pour un essai sur Ingmar Bergman et a commencé à écrire pour la revue milanaise Cinema Nuovo, pour Civiltà dell’immagine (Florence) et, plus tard, pour Film critica (Rome) etc.
En 1961, il est nommé professeur titulaire de littérature anglaise dans les Écoles supérieures italiennes.
Comme correspondant de ces différentes revues, il est envoyé à la Mostra de Venise et dans divers festivals de cinéma à Locarno, Karlovy Vary et quelques autres.
De 1963 à 1975, il fait partie du Comité d’organisation des Incontri internazionali del Cinema à Sorrente et du Centre italien de la cinématographie.
En 1969, il soutient un doctorat en « histoire et critique du cinéma » et enseigne plusieurs années dans des universités d’État et privées.
Plusieurs de ses essais ont été traduits en différentes langues (danois, anglais, russe). Son dernier essai achevé en décembre 2013 s'intitule Roberto Rossellini dai primi documentari a "Roma città aperta" (1936-1945).
Il est décédé le 31 mars 2015, à Naples, des suites d'une longue maladie .

## Publications
En anglais
- Neorealism in anglo-saxon cinema, in Italian neorealism and global cinema, édité par Laura E. Ruberto et Kristi M. Wilson, Wayne State University Press, Detroit, 2007  (ISBN 978-0814333242)

En italien
- Cinema e narrativa, Incontri internazionali del cinema, Naples 1965
- Film significato e realtà, Edizioni scientifiche italiane, Naples 1966
- Saggi di storia e critica del Cinema, La Buona Stampa, Naples 1969
- Robert J. Flaherty, La nuova Italia, Florence, 1975
- Mezzogiorno, questione aperta, Coll. per il Cinema, AA.VV., Bari, 1981
- Ideogrammi, Lalli Ed., Florence, 1990
- Il verde del Vomero, Lettere Italiane AGE, Naples 1997
- Totò, uno e centomila, Tempo Lungo, Naples 2001,  (ISBN 8-8874-8014-1)
- G. Leopardi. Un taccuino napoletano, Ist. Culturale del Mezzogiorno, Naples 2007,  (ISBN 8-8901-4271-5)
- Il memoriale di Seneca. Un galateo del ben vivere e del ben morire, Ist. Culturale del Mezzogiorno, Naples, 2008  (ISBN 8-8901-4272-3)
- Shakespeare: specchio del mondo - lo stile come messaggio, Ist. Culturale del Mezzogiorno, Naples 2010,  (ISBN 978-88-904760-0-6)
- Cinema d'autore off Hollywood, Ist.Culturale del Mezzogiorno, Naples, 2012
- Rileggendo il Vangelo secondo Pasolini, - Arte & Carte , Edizione speciale del ventennale 1991-2011, Ist. Culturale del Mezzogiorno, Naples, mars 2011
- Saggi di storia e critica del cinema - Volume I: Ingmar Bergman, Robert Bresson, Andrej Arsen'evic Tarkovskij
- Saggi di storia e critica del cinema - Volume 2: Shakespeare sullo schermo, Laurence Olivier, Akira Kurosawa, Orson Welles, Grigorij Kozintsev, Jiri Trnka e altri saggi
- Saggi di storia e critica del cinema - Volume 3: Film significato e realtà
- IDEOGRAMMI esercizi a mente libera - POLITICOPOLI epigrammi sale e pepe
- ANSIA VIVA - Momenti lirici